# Alfa Octantis
Alfa Octantis (α Oct / HD 199532 / HR 8021) es una estrella de la constelación de Octans que, con magnitud aparente +5,15, es solo la séptima más brillante de la misma, pese a llevar la denominación «Alfa». Se encuentra a 148 años luz de distancia del sistema solar.
Alfa Octantis es una estrella binaria espectroscópica cuyas componentes, muy próximas, tienen un período orbital de 9,073 días. Pueden ser dos gigantes casi idénticas de tipos espectrales F4 y F5 aunque también han sido clasificadas como A7III y G2III, e incluso pueden ser estrellas aún en la secuencia principal con una edad de 1900 millones de años. Su luminosidad conjunta es 13,9 veces mayor que la del Sol.
La rápida rotación de las estrellas —en torno a 71 km/s— favorece la actividad magnética, que explicaría la elevada emisión de rayos X por parte de una de las componentes. Una o las dos estrellas son estrellas con líneas metálicas: en el espectro, las líneas de algunos elementos, como el estroncio, son especialmente fuertes. Una pequeña variación de brillo de 0,04 magnitudes puede estar relacionada con la rotación de las estrellas. Considerando una masa para cada una de las componentes el doble de la masa solar, la separación media entre ambas es de solo 0,12 UA; una elevada excentricidad hace que la separación varíe entre 0,17 UA y 0,08 UA.